# Michael Vartan
Michael Vartan (født 27. november 1968) er en fransk-amerikansk skuespiller. Han blev for alvor kendt som skuespiller, da han medvirkede i den amerikanske tv-serie Alias. Han har foruden Alias spillet med i blandt andet den romantiske komedie Never Been Kissed med Drew Barrymore samt filmene One Hour Photo med Robin Williams og Monster-in-Law med Jennifer Lopez. Han har desuden haft mindre roller i andre tv-serier som Venner og Ally.
I fritiden spiller Michael bl.a. hockey, guitar og maler. Desuden er han kæmpe fan af Star Wars-filmene.